# Intralogistiek
Intralogistiek is een tak van de logistiek waaronder de logistieke goederen- en materiaalstroom die zich op een bedrijfsterrein afspeelt valt. Het begrip is gedefinieerd om een grens te trekken voor transport tussen onderlinge bedrijfsterreinen door bijvoorbeeld een spediteur.
Het Duitse forum "Intralogistik im Verband Deutscher Maschinen- und Anlagenbau" definieert de intralogistiek als de organisatie, aansturing, doorvoering en optimalisering van de bedrijfsinterne goederen- en materiaalstroom en logistiek, de informatiestroom alsook de goederenomslag in de industrie, handel en openbare gelegenheden.
Intralogistiek is tevens het begrip waaronder in de economische sectoren de interne materiaal afloop en logistiek, die zich richten op capaciteitverhoging en kostenverlaging, verstaan wordt.